# Idelberg
Idelberg là một đô thị thuộc huyện Altenkirchen, trong bang Rheinland-Pfalz, phía tây nước Đức. Đô thị Idelberg có diện tích 1,13 km², dân số thời điểm ngày 31 tháng 12 năm 2006 là 50 người.